# Fischershaus

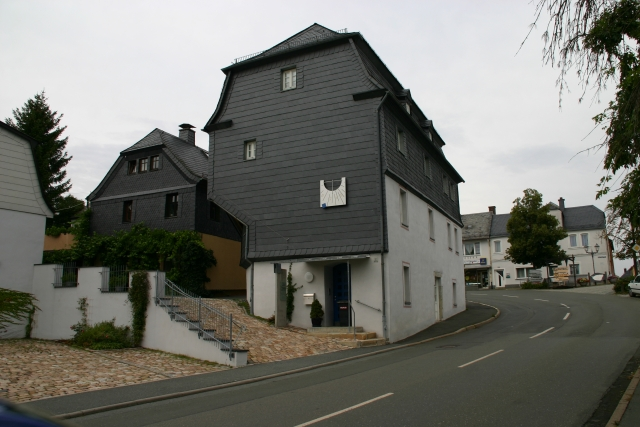
Südostansicht des Fischershauses im Jahr 2012 von der Nailaer Straße aus. Links die charakteristisch abgeschrägte Ecke.

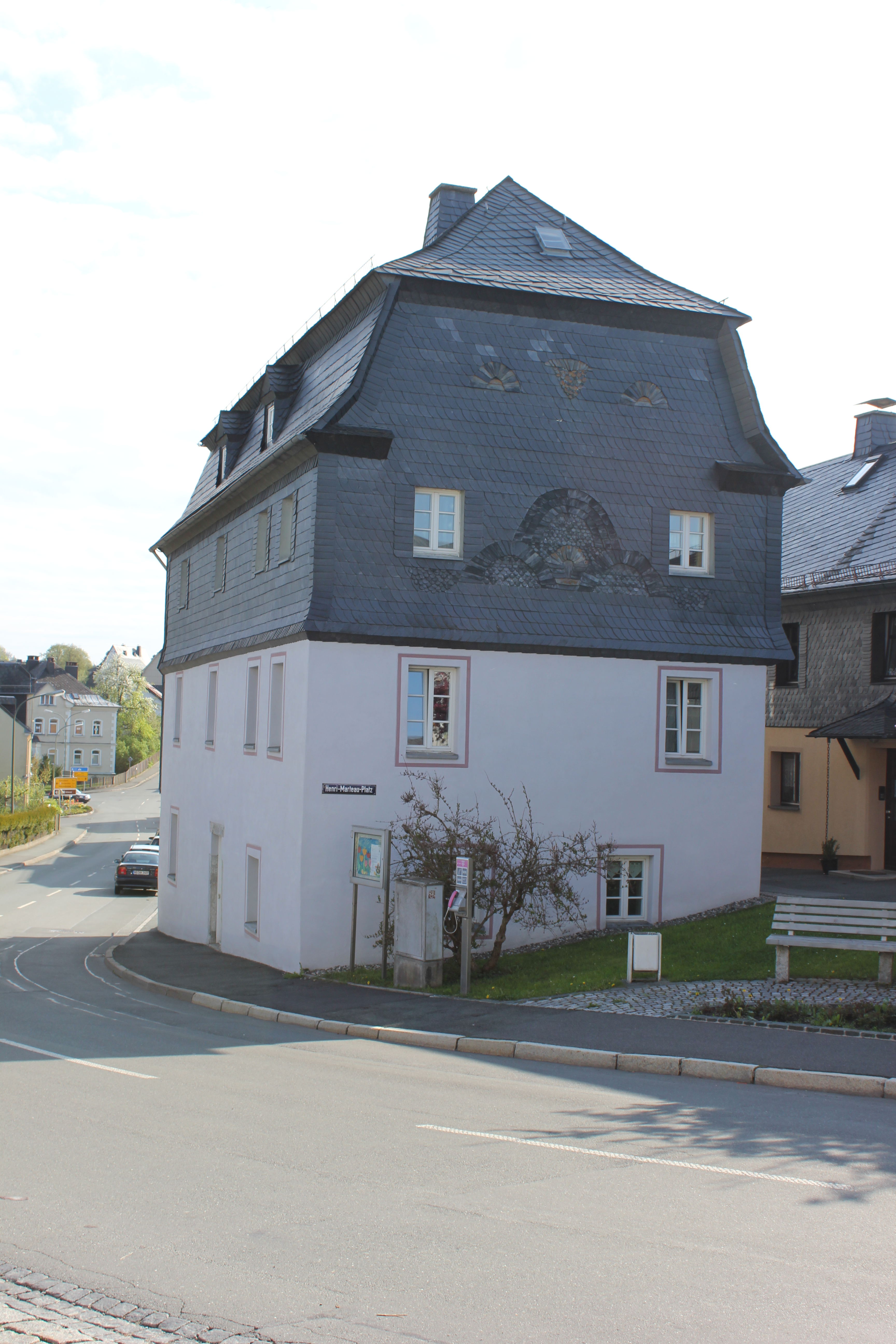
Nordostansicht mit denkmalgeschützten Schieferornamenten.

Das Fischershaus in Lichtenberg im Landkreis Hof ist ein unter Denkmalschutz stehendes Haus aus dem 16. Jahrhundert.

## Beschreibung
Das Fischershaus steht unmittelbar außerhalb des früher von Mauern umgebenen ehemaligen Stadtkerns, der sich um die Burg Lichtenberg erstreckt. Es befindet sich an der Ecke Nailaer Straße und Henri-Marteau-Platz.
Der Grundriss des Hauses bis zum zweiten Stock ist fünfeckig, da die Südwestecke abgeschrägt wurde.
Im zweiten Stock wird durch eine Auskragung die Form wieder zu einem Rechteck.
Der Grundriss in dieser charakteristischen Form ist bereits auf einer Karte der Stadt verzeichnet, die auf „um 1600“ datiert ist. 
Das 400 Jahre alte Fundament besteht aus bis zu 80 cm dicken Bruchsteinmauern sowie einem gemauerten Kreuzgewölbe im Erdgeschoss. 
Das Haus besitzt einen Keller mit Tonnengewölbe und Zisterne.
In zeitlich und stilistisch unterschiedlichen Bauabschnitten wurden die Mauern aus Feldsteinen, Backsteinen und Lehmfachwerk erbaut.

## Denkmalschutz
Das Fischershaus enthält sieben denkmalgeschützte Baumerkmale:
- Schieferornament an der Nordwestseite, wurde um 1970 aus den Überresten eines wesentlich älteren Ornamentes rekonstruiert.
- Durchgängiger handgearbeiteter Deckenbalken im ersten Stock. Ein ähnlicher Balken im zweiten Stockwerk wurde in der Baudenkmalerfassung nicht aufgeführt, da er durch Verschalungen der 1970er Jahre verdeckt war.
- Geziegeltes Kreuzgewölbe, wohl um 1600.
- Zwei barocke Türrahmen im zweiten Obergeschoss.
- Steinerner Türsturz der alten Haustüre mit Gravur „JZNM 1784“. Vermutlich ein Hinweis auf den Baumeister Johann Zacharias Neumeister, der in den Stadtarchiven erwähnt wird. Das Jahr 1784 ist eventuell das Jahr, an dem das Dach auf den dritten Stock aufgesetzt wurde.
- Liegender Dachstuhl als längsseitiges Mansarddach mit Schopfwalm und Gauben wohl aus dem späten Barock. Vermutlich errichtet unter der Leitung des Zimmermannes Johann Grimm errichtet. Während fast alle älteren Gebäude Lichtenbergs für Oberfranken typischere Satteldächer im altfränkischen Stil mit oder ohne Walme tragen, hat das Fischershaus einen Dachstuhl im thüringischen Stil. Es wird angenommen, dass der Dachstuhl von einem thüringischen Zimmermeister auf Wanderschaft errichtet wurde. Das Fischershaus steht 3 km von der Landesgrenze Bayern-Thüringen entfernt.

## Geschichte
Das Fischershaus wurde wahrscheinlich als Wohnhaus vor dem Jahr 1600 gebaut, da der Grundriss auf einer Karte „um 1600“ verzeichnet ist. Grundstückskauf und Hausbau müssen vor 1635 liegen, da in diesem Jahr das Stadtarchiv abbrannte und ein späterer Bau in den Unterlagen ab 1635 erwähnt wäre.
Über die ersten 300 Jahre des Hauses ist wenig bekannt. 
Im Stadtkern Lichtenbergs brannte 1814 der nördliche Teil des Marktplatzes nieder und 1869 der südliche Teil, weshalb der größte Teil der Gebäude der Altstadt aus dem 19. Jahrhundert stammt. Das Fischershaus, das außerhalb des Marktplatzes steht, entging beiden Feuern und ist eines der wenigen erhaltenen Gebäude vor dem Jahr 1800.
Das Haus diente bis Mitte des 20. Jahrhunderts als Gerberei, wobei die Felle im Dachgebälk getrocknet wurden.
Im und nach dem Zweiten Weltkrieg wurde das Haus von vielen Flüchtlingsfamilien, unter anderem aus dem Sudetenland und Böhmen und Mähren, genutzt.
Von 1956 bis 2000 befand sich das Haus im Besitz der ortsansässigen Unternehmerfamilie Rosenberger, die es als Wohnhaus vermietete.
Im Zuge des Wirtschaftswunders und des gestiegenen Arbeitskräftebedarfs in den ortsansässigen mittelständischen Betrieben kamen Gastarbeiter aus dem damaligen Jugoslawien nach Lichtenberg. Einige der ersten Gastarbeiterfamilien im Ort wohnten ab den 1970er Jahren im Fischershaus, um die Zeit der Jugoslawienkriege auch kosovarische Flüchtlinge.

## Namensgebung
Der Hausname stammt von der Familie Fischer, die das Gebäude bis zum Tod Emma Fischers 1956 sehr lange bewohnte.
Im Stadtarchiv befinden sich bereits Rechnungen an eine Familie Fischer ab dem Jahre 1660, wobei nicht belegt ist, ob diese bereits in Verbindung mit dem Fischershaus standen.
Eine Nachfahrin der Familie Fischer übergab den jetzigen Besitzern zwei Familienerbstücke: einen Schutzbrief, der für das Haus und seine Bewohner verfasst wurde, sowie einen Kameradschaftskrug des letzten männlichen Fischers am Ort.
Die korrekte Sprach- und Schreibweise ist Fischershaus, mit „s“.
Dies leitet sich her aus der s-Pluralform von "die Familie Fischer" also die Fischers und dementsprechend das Fischershaus als „Haus der Familie Fischer“. Während ein „Fischerhaus“ „das Haus eines Fischers“ respektive das Haus einer Familie, die dem Beruf der Fischer nachgehen wäre.

## Renovierung
Seit Ende der 1990er Jahre stand es größtenteils leer, vor allem wegen der sich zunehmend verschlechternden Bausubstanz. Bei der Asphaltierung der Nailaer Straße wurde der an das Fischershaus angrenzende Gehweg sehr schmal gebaut, da man mit einem baldigen Abriss des Gebäudes rechnete. Aufgrund des Denkmalschutzes konnte das Haus jedoch weder ohne Weiteres abgerissen werden noch kostengünstig renoviert werden.
Im Jahr 2000 wurden das leer stehende Fischershaus und das anliegende Wiesenstück an die Familie Mauer verkauft. Es wurde umfassend saniert und renoviert, dabei teilweise entkernt, wobei der wesentliche Grundriss der bestehenden Räume weitgehend beibehalten werden konnte. 
Bei der Renovierung wurden möglichst authentische Materialien verwendet, so etwa Kalkfarbe nach historischen Rezepten oder Flachs zum Abdichten des Fachwerks. Das Erhalten und Sichtbarmachen der alten Bausubstanz, wie etwa der ursprünglichen Farbschichten mancher Wände und Holzteile, wurde erhalten und betont.
Ein behindertengerechten Zugang wurde durch einen Aufzug ermöglicht.
Zur Heizung der Innenräume und Warmwasser wird Erdwärme genutzt. Die zwei 125 m tiefen Bohrungen liegen unter dem benachbarten, neu errichteten Parkplatz.
Von Abschluss der Renovierungen im Jahr 2002 wurde das Haus bis 2019 als Allgemeinarztpraxis genutzt. 
Ein während der Bauarbeiten gefundenes barockes Epitaph aus dem 18. Jahrhundert aus Wunsiedler Marmor ist am Parkplatz angebracht. Die teils gut erhaltene Inschrift schreibt die Grabplatte Johann Münzer zu. Er war Forstmeister in der damals in Lichtenberg ansässigen Forstverwaltung des Bezirks. 
Der örtliche Maibaum, der sich bis 2001 auf dem Grundstück befand, steht seit 2002 beim Feuerwehrhaus der Freiwilligen Feuerwehr.
Für den Erhalt und die Renovierung des Fischershauses vergab das Bayerische Staatsministeriums für Wissenschaft, Forschung und Kunst den neuen Besitzern im Jahr 2003 die Denkmalschutzmedaille des Freistaates Bayern für besondere Verdienste um die Denkmalpflege.